# Mk VII Cavalier
A24 Cruiser Tank VII Cavalier – brytyjski czołg pościgowy z okresu II wojny światowej. Został zaprojektowany i zbudowany w bardzo krótkim czasie, był konstrukcją bardzo nieudaną. Jego następcą był czołg Cromwell o lepszym uzbrojeniu i manewrowości.

## Historia
Cavalier został zaprojektowany w zakładach Nuffield Organisation na zamówienie armii brytyjskiej w 1941 jako następca czołgu Crusader, a produkcja nowej konstrukcji została rozpoczęta jeszcze przed zakończeniem prób z prototypami. Okazało się, że głównym problemem czołgu był zbyt słaby silnik, następca Cavaliera – Cromwell miał silnik o dwukrotnie większej mocy, wykryto także szereg innych wad praktycznie dyskwalifikujących ten czołg.
Żaden Cavalier nie został użyty bojowo jako czołg, część z nich była użyta przy szkoleniu załóg w Wielkiej Brytanii, część została przebudowana na pojazdy inżynieryjne i pomocnicze.

## Warianty

### Cavalier OP
Budowany w 1943, z czołgu usunięto uzbrojenie główne (na jego miejsce wstawiono fałszywą lufę) i zamontowano dodatkowy ekwipunek radiowy. Służył jako pojazd kierowania ogniem artyleryjskim (Observation Post).

### Cavalier ARV
Opancerzony pojazd inżynieryjny (Armoured Recovery Vehicle) bez wieży.